# Sibil Svilan
Sibil Svilan, slovenski ekonomist, finančnik in politik, * ok. 1958.
Je direktor SID-banke.
Med 1. junijem 2002 in 3. decembrom 2004 je bil državni sekretar Republike Slovenije na Ministrstvu za finance Republike Slovenije.